# Stereopalpus columbianus
Stereopalpus columbianus är en skalbaggsart som beskrevs av Hopping 1925. Stereopalpus columbianus ingår i släktet Stereopalpus och familjen kvickbaggar. Inga underarter finns listade i Catalogue of Life.